# 50メートル競走
50メートル競走（ごじゅうメートルきょうそう, 英語: 50 metres）は、50メートルをいかに短い時間で走るかを競う陸上競技のトラック競技で、短距離走に分類されるが陸上競技の正式種目ではない。また、この種目は学校等において、授業や運動会、体力テスト・新体力テスト等で頻繁に実施される種目である。陸上関係者の間では50m（50メートル）や50と略される場合がほとんどである。また、小学校・中学校・高等学校の運動会や体育祭、体力測定などでは50m走（50メートル走）と呼ばれることもある。この種目は記録自体を重視するというよりも、計測時のコンディションを把握するという点で大きな指標となるものでもある。ここでは、2021年から日本で行われているsprint50についても解説する。

## 室内記録
- タイムの横にある+は60メートル競走の途中計時、Aは標高1000メートル以上の地点において記録された高地記録を意味する

| 記録         | タイム | 名前                       | 所属           | 場所           | 日付          |
| ------------ | ------ | -------------------------- | -------------- | -------------- | ------------- |
| 世界         | 5秒56A | ドノバン・ベイリー         | カナダ         | リノ           | 1996年2月9日  |
| アフリカ     | 5秒61  | デジ・アリウ               | ナイジェリア   | リエヴァン     | 1999年2月21日 |
| アジア       | 5秒69+ | ゲンナジー・チェルノヴォル | カザフスタン   | リエヴァン     | 2002年2月24日 |
| 南米         | 5秒75+ | ビセンチ・デ・リマ         | ブラジル       | リエヴァン     | 2009年2月10日 |
| ヨーロッパ   | 5秒61  | マンフレート・ココット     | 東ドイツ       | 東ベルリン     | 1973年2月4日  |
| ヨーロッパ   | 5秒61+ | ジェイソン・ガードナー     | イギリス       | マドリード     | 2000年2月16日 |
| 北中米カリブ | 5秒56A | ドノバン・ベイリー         | カナダ         | リノ           | 1996年2月9日  |
| 北中米カリブ | 5秒56  | モーリス・グリーン         | アメリカ合衆国 | ロサンゼルス   | 1999年2月13日 |
| オセアニア   | 5秒86  | Nick ANDREWS               | オーストラリア | カナダ         | 2023年1月27日 |
| 日本         | 5秒73  | 多田修平                   | 日本           | 🇨🇿オストラヴァ | 2025年2月5日  |

| 記録         | タイム | 名前                       | 所属           | 場所           | 日付          |
| ------------ | ------ | -------------------------- | -------------- | -------------- | ------------- |
| 世界         | 5秒96+ | イリーナ・プリワロワ       | ロシア         | マドリード     | 1995年2月9日  |
| アフリカ     | 6秒04+ | チオマ・アジュンワ         | ナイジェリア   | リエヴァン     | 1998年2月22日 |
| アジア       | 6秒31+ | スサンティカ・ジャヤシンゲ | スリランカ     | リエヴァン     | 2001年2月25日 |
| 南米         | 6秒31  | ジェニファー・イニス       | ガイアナ       | デイリーシティ | 1983年2月11日 |
| ヨーロッパ   | 5秒96+ | イリーナ・プリワロワ       | ロシア         | マドリード     | 1995年2月9日  |
| 北中米カリブ | 6秒00  | マリーン・オッティ         | ジャマイカ     | モスクワ       | 1994年2月4日  |
| オセアニア   | 6秒3   | パム・キルボーン           | オーストラリア | トロント       | 1965年1月29日 |
| 日本         | 6秒47  | 小西恵美子                 | 烏山女高教員   | 神戸           | 1985年3月9日  |

## 屋外記録
| 記録     | タイム | 名前             | 所属       | 場所     | 日付          |
| -------- | ------ | ---------------- | ---------- | -------- | ------------- |
| 世界最高 | 5秒47+ | ウサイン・ボルト | ジャマイカ | ベルリン | 2009年8月16日 |

中国の蘇炳添は2021年8月1日の2020年東京オリンピック100m準決勝で上記の世界最高記録を上回る5秒45で50mを通過した、と分析されている。
| 記録     | タイム | 名前                 | 所属           | 場所     | 日付          |
| -------- | ------ | -------------------- | -------------- | -------- | ------------- |
| 世界最高 | 5秒93+ | マリオン・ジョーンズ | アメリカ合衆国 | セビリア | 1999年8月22日 |

## 参考
日本における児童、生徒の平均値は2018年度のスポーツ庁体力・運動能力調査では6歳の男子で11.40秒、女子で11.72秒、15歳の男子で7.43秒、女子で8.85秒、18歳男子で7.33秒、女子9.13秒であった。なお平均値が最も速かった年齢は男子は17歳で7.16秒、女子は14歳で8.53秒だった。
日本の他のスポーツ選手の中には陸上選手の記録と同等以上の記録が報道される選手が存在するが、陸上競技のルールに則った適切な状況下での計測事例ではない。